# Atis

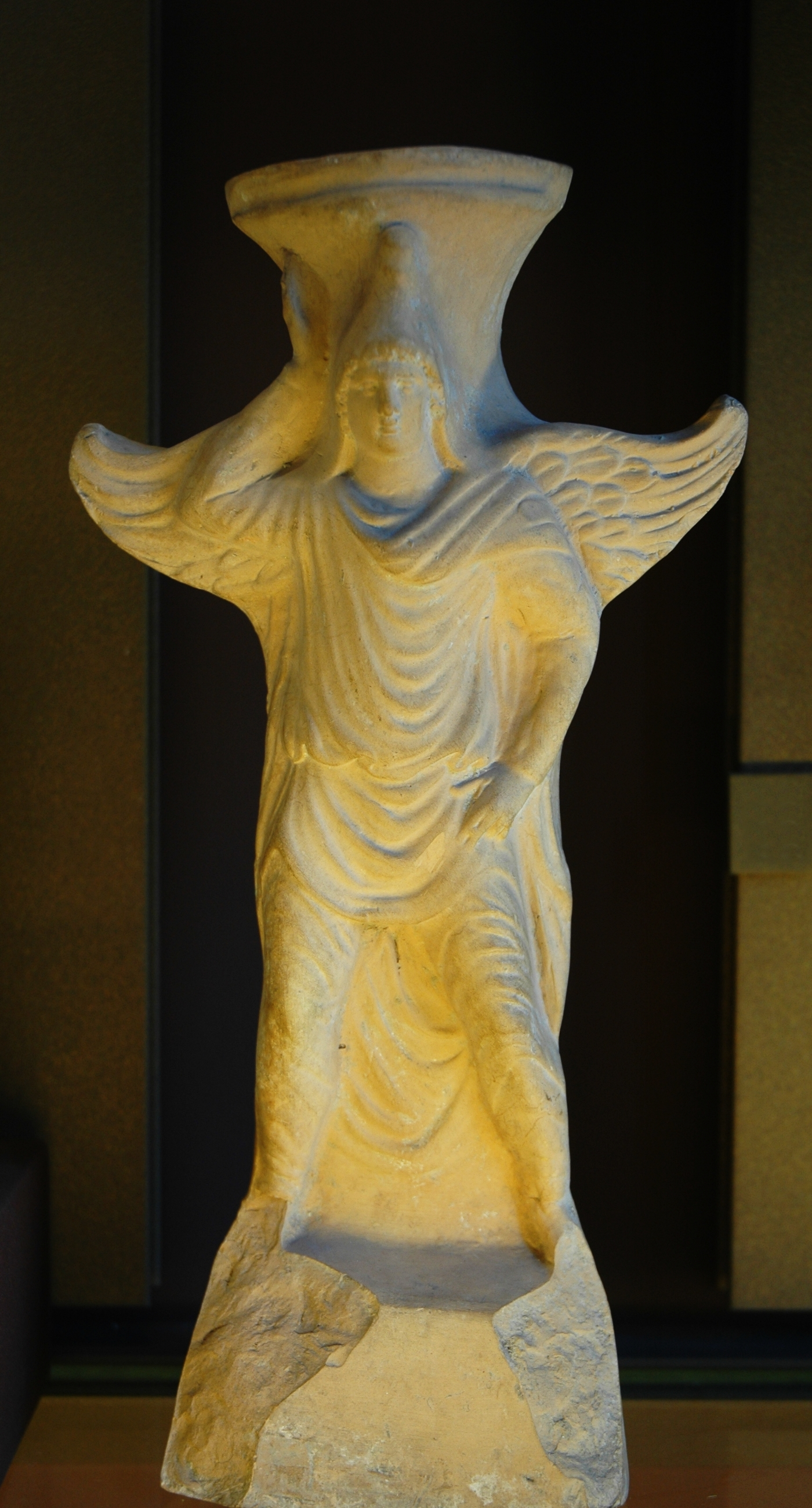
Atis con un gorro frigio. Timiaterio de terracota de Tarso, o a. C., Louvre.

Atis (en griego clásico Άττις Áttis) es, en la mitología griega y frigia, el amante de Cibeles, su sirviente eunuco y conductor de su carro tirado por leones. Atis enloqueció por causa de Cibeles y se castró a sí mismo. Inicialmente Atis era un semidiós local de Frigia, con raigambre en el gran centro comercial frigio de Pesinunte, ubicado en las estribaciones del monte Agdistis. La montaña era personificada como un demon, a quien los extranjeros emparentaban con la Gran Madre Cibeles.
Ovidio dice que el indio Atis fue alumbrado bajo las vítreas aguas del río Ganges por Limnea, que era hija de ese dios fluvial.
Sus sacerdotes eran eunucos, tal como se explica en el origen del mito en referencia a Atis y la castración.
Tanto la interpretación decimonónica de las menciones del nombre de Atys por parte de Heródoto como el nombre histórico del hijo de Creso como la que se encuentra en «Atys el dios sol, herido por el colmillo del jabalí», así como la descripción que de él hizo James Frazer como una deidad de vida, muerte y resurrección, son erróneas, de acuerdo con Bremmer.
Se dice que de Yasión y Cibele nació Córibas o Coribante, que llamó coribantes a los que eran presa del furor divino en la celebración de los ritos de la Madre (Cibele). Los predecesores de Agrón en el trono de este país eran descendientes de Lido, hijo de Atis, merced al cual todo este pueblo, que antes se llamaba meonio, pasó a llamarse lidio.

## Orígenes y mito
El culto a Atis comenzó hacia el 1200 a. C. en el monte Díndimo (actualmente Murat Dağı en Gediz, Kütahya). A finales del siglo IV a. C. el culto a Atis cobró fuerza en el mundo griego. La historia de su origen en Agdistis, registrada por el viajero Pausanias, posee ciertos elementos que claramente no son griegos: a Pausanias se le dice que el demon Agdistis inicialmente tenía atributos tanto masculinos como femeninos. Pero los dioses del Olimpo, temerosos de Agdistis, le cortan su órgano masculino y lo arrojan, creciendo en el sitio donde cayó, un almendro. Cuando sus frutos maduraron, Nana, que era la hija del dios-río Sangario cogió un fruto y lo colocó en su regazo, el fruto desapareció y ella quedó encinta. A su debido tiempo nació su hijo Atis, al que abandonó en las faldas de la montaña. El niño fue criado por un carnero. Cuando Atis creció, su belleza con cabellos largos era divina, y Agdistis transformado en Cibeles se enamoró de él. Pero los padres adoptivos de Atis lo enviaron a Pesinunte, donde debía contraer matrimonio con la hija del rey. Según algunas versiones este rey era Midas. Justo cuando se entonaba el canto nupcial, Agdistis/Cibeles apareció en su poder trascendente, y Atis enloqueció y se cortó los genitales. El que iba a ser el futuro suegro de Atis, o sea el rey que estaba dando a su hija en matrimonio, también se automutiló, sentando las bases para los coribantes, que se autocastraban, y se dedicaban al culto a Cibeles. Pero Agdistis se arrepintió y se aseguró de que el cuerpo de Atis no se pudriera.

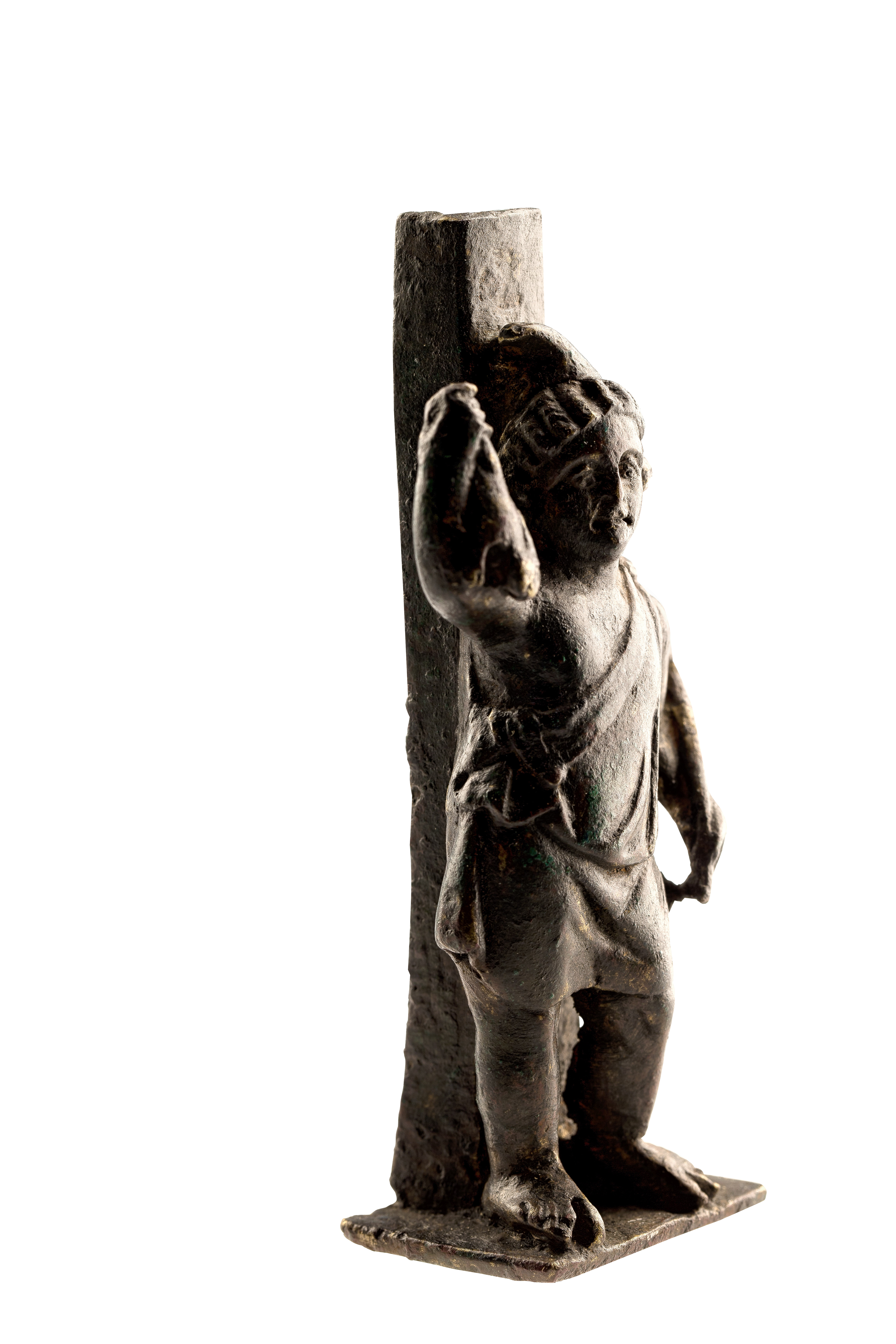
Figurilla de Atis en bronce, con sus atributros: la liebre y el bastón de pastor, encontrado en Tongeren (Bélgica), A.D. 75-150 Museo Galorromano, Tongeren

Atis renació como un pino siempreverde. Este renacimiento era celebrado el 25 de marzo, el festival de Hilaria. Según relató el geógrafo Estrabón, en el templo de Cibeles en Pesino, la madre de los dioses era aún llamada Agdistis.

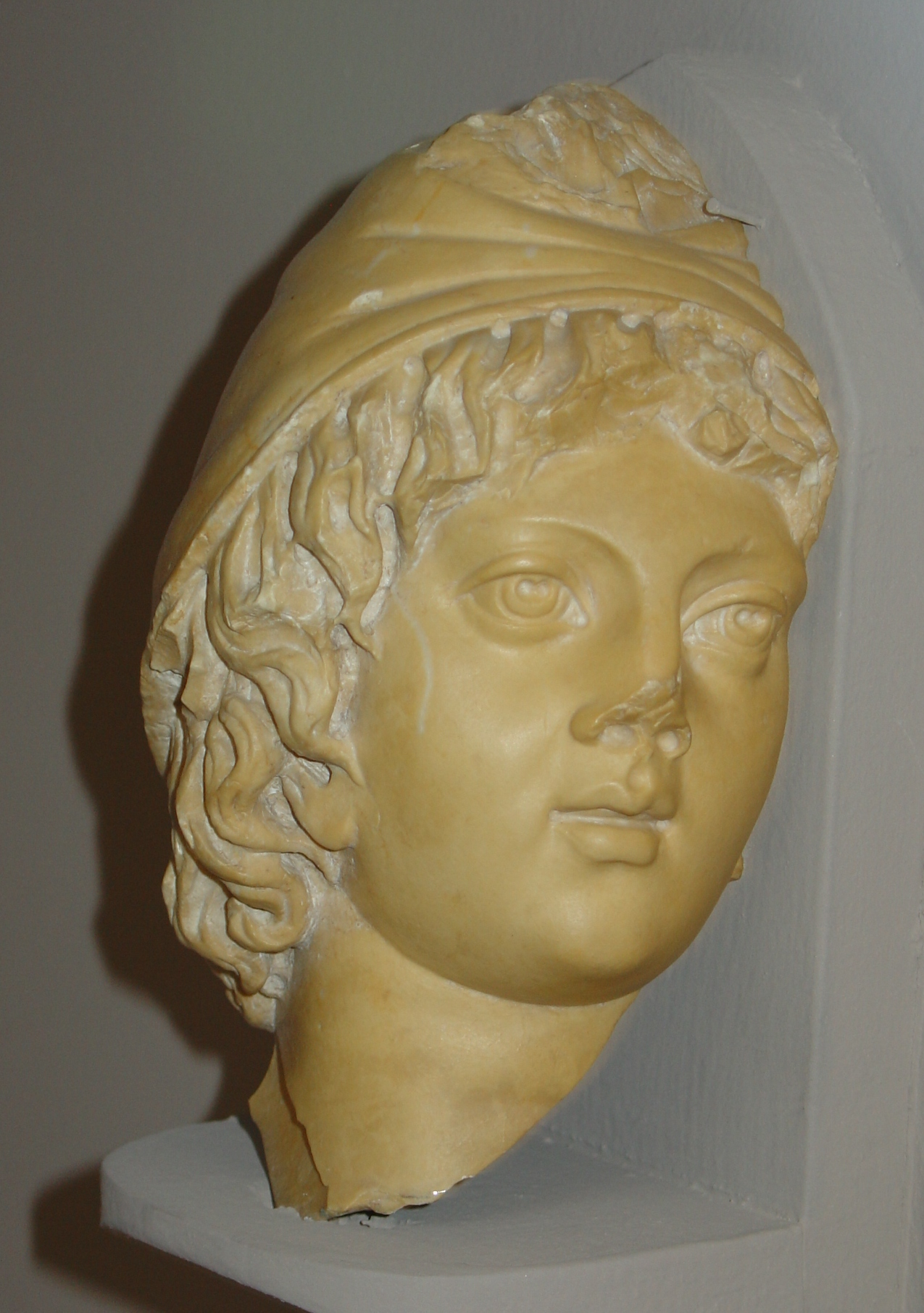
Escultura de Atis, Museo Arqueológico de Éfeso (Turquía)

Cuando la vecina Lidia tomó control de Frigia, se le dio al culto de Atis un contexto lidio. Se menciona que Atis introdujo en Lidia el culto de la Diosa Madre Cibeles, desencadenando los celos de Zeus, quien envió un jabalí para destruir las cosechas lidias. Algunos lidios, incluidos Atis, fueron asesinados por el jabalí. Pausanias acota, para dar verosimilitud a su historia, que los galos que habitaban en Pesinunte se abstenían de comer cerdo. Este elemento del mito puede haber sido inventando con el único fin de explicar las extrañas leyes alimenticias de los galos lidios. En Roma, los eunucos seguidores de Cibeles eran denominados galos (galli).
En la medida que el culto orgiástico de Cibeles se diseminó desde Anatolia hasta Grecia y finalmente hasta Roma durante la época de Claudio, el culto de Atis, su consorte eunuco renacido, la acompañó. La primera referencia literaria sobre Atis es el tema de uno de los poemas más famosos de Catulo. pero parece que el culto de Atis en Roma no se acopló con el culto preexistente a Cibeles hasta comienzos del Imperio.

## Nacimiento
Según Sir James George Frazer, el nacimiento de Atis se celebraba en Roma el 21 de marzo (equinoccio de primavera). Las fiestas de Atis se celebraban en Roma del 15 al 27 de marzo. A lo largo de ellas se iban cumpliendo determinados ritos y ceremonias con los que se reproducían los actos principales de la vida de este dios-hombre: nacimiento, emasculación, muerte y resurrección.

## En la música
- Atis, ópera de Lully